# Christina Lustenberger
Christina Lustenberger (Invermere, 14 agosto 1984) è un'ex sciatrice alpina canadese, specialista dello slalom gigante.

## Biografia
Gigantista pura attiva in gare FIS dal dicembre del 1999, la Lustenberger esordì in Nor-Am Cup il 18 marzo 2000 a Rossland e in Coppa del Mondo il 28 novembre del 2003 a Park City, in entrambi i casi senza completare la prova; due giorni dopo, sempre a Park City, ottenne il primo podio in Nor-Am Cup (3ª). Il 3 dicembre 2004 conquistò a Winter Park la prima vittoria nel circuito continentale nordamericano.
Il 4 febbraio 2006 ottenne a Ofterschwang il miglior piazzamento in Coppa del Mondo (10ª) e il 14 febbraio la sua unica vittoria in Coppa Europa, all'Abetone; ai successivi XX Giochi olimpici invernali di Torino 2006, sua unica presenza olimpica, non completò la gara e il 16 marzo dello stesso anno conquistò a Panorama l'ultima vittoria, nonché ultimo podio, in Nor-Am Cup. Prese per l'ultima volta il via in Coppa del Mondo il 5 gennaio 2008, a Špindlerův Mlýn senza completare la gara; a causa di un infortunio dal gennaio 2008 non prese più parte a competizioni sciistiche e la sua ultima gara rimase uno slalom gigante FIS disputato il 10 gennaio a Kaprun, non completato dalla Lustenberger.

## Palmarès

### Coppa del Mondo
- Miglior piazzamento in classifica generale: 77ª nel 2006

### Coppa Europa
- Miglior piazzamento in classifica generale: 45ª nel 2006
- 2 podi:
  - 1 vittoria
  - 1 terzo posto

#### Coppa Europa - vittorie
| Data             | Località | Paese  | Specialità |
| ---------------- | -------- | ------ | ---------- |
| 14 febbraio 2006 | Abetone  | Italia | GS         |

Legenda:

GS = slalom gigante

### Nor-Am Cup
- Miglior piazzamento in classifica generale: 21ª nel 2006
- 5 podi:
  - 3 vittorie
  - 1 secondo posto
  - 1 terzo posto

#### Nor-Am Cup - vittorie
| Data            | Località         | Paese       | Specialità |
| --------------- | ---------------- | ----------- | ---------- |
| 3 dicembre 2004 | Winter Park      | Stati Uniti | GS         |
| 4 gennaio 2006  | Mont-Sainte-Anne | Canada      | GS         |
| 16 marzo 2006   | Panorama         | Canada      | GS         |

Legenda:

GS = slalom gigante

### South American Cup
- 1 podio:
  - 1 secondo posto

### Campionati canadesi
- 1 medaglia[1]:
  - 1 oro (slalom gigante nel 2006)